# Заложена
Заложена — деревня в Юрьянском районе Кировской области в составе Великорецкого сельского поселения.

## География
Находится на расстоянии примерно 18 километров на юго-запад от районного центра поселка Юрья.

## История
Известна с 1678 года, когда здесь (тогда деревня Градобоевская) было учтено 4 двора, в 1764 37 жителей. В 1873 году учтено дворов 22 и жителей 157, в 1905 24 и 178, в 1926 29 и 165, в 1950 23 и 65 соответственно, в 1989 году 2 жителя.

## Население
Постоянное население составляло 4 человека (русские 100 %) в 2002 году, 1 в 2010.